# Сімонас Біліс
Сімонас Біліс (11 листопада 1993) — литовський плавець.
Учасник Олімпійських Ігор 2016 року.
Чемпіон світу з плавання на короткій воді 2016 року.